# 90-es busz (Debrecen)
A debreceni 90-es jelzésű éjszakai autóbusz a Nagyállomástól indulva nyári hétvégéken és szeptember közepén közlekedett teszt jelleggel. Útvonala során érintette a belvárost, a Dobozi lakótelepet, a Diószegi utat, a Veres Péter utcát, a Csokonai Színházat, majd visszatér a Nagyállomáshoz.

## Története
A vonalat 2018. július 6-án indították el kísérleti jelleggel öt nyári hétvégén a korábbi szolgálati járatok meghirdetésével. Július 21-én és 22-én, a Campus Fesztivál ideje alatt nem közlekedett, ekkor „C” jelzésű éjszakai járatok vehetőek igénybe. Július 27-étől a Nagyállomástól indult, nem tért be a Barackos utcához és a Sámsoni úthoz, visszafelé pedig a Kölcsey Központ helyett a Csokonai Színház érintésével járt.
Szeptember 19-étől 22-éig újra közlekedett, változatlan paraméterekkel. A 2018. november 1-jétől érvényes éjszakai menetrendben már nem szerepel.

## Útvonala
| Nagyállomás → Kölcsey Központ → Diószegi út → Csokonai Színház → Nagyállomás |
| --- |
| Nagyállomás vá. – Piac utca – Széchenyi utca – Tisza István utca – Hatvan utca – Bethlen utca – Hunyadi János utca – Rákóczi utca – Csapó utca – Rakovszky Dániel utca – Ótemető utca – Víztorony utca – Faraktár utca – Hajnal utca – Vágóhíd utca – Diószegi út – Hétvezér utca – Vámospércsi út – Veres Péter utca – Acsádi út – Sámsoni út – Mátyás király utca – Kincseshegy utca – Huszár Gál utca – Ótemető utca – Rakovszky Dániel utca – Csapó utca – Burgundia utca – Kossuth utca – Piac utca – Petőfi tér – Nagyállomás vá. |

## Megállóhelyei
Az átszállási kapcsolatok között csak az 1 órán belül elérhető járatok vannak feltüntetve.
| 0  | Nagyállomás végállomás               |                                 |
| 0  | Petőfi tér                           | 91, 92                          |
| 1  | Piac utca                            | 91, 92                          |
| 2  | Debreceni Törvényszék                |                                 |
| 3  | Tisza István utca                    |                                 |
| 4  | Hatvan utca                          |                                 |
| 5  | Kölcsey Központ (Bethlen utca)       |                                 |
| 5  | Kölcsey Központ (Hunyadi János utca) | 92                              |
| 6  | Kálvin tér                           |                                 |
| 7  | Csapó utca                           | 91, 92                          |
| 8  | Berek utca                           | 91                              |
| 8  | Bercsényi utca                       | 91                              |
| 9  | Ótemető utca                         | 91                              |
| 10 | Brassai Sámuel Szakközépiskola       |                                 |
| 11 | Dobozi lakótelep                     |                                 |
| 12 | Hajnal utca                          |                                 |
| 13 | Vágóhíd utca, felüljáró              |                                 |
| 15 | Vágóhíd utca                         |                                 |
| 16 | Zsibogó                              |                                 |
| 17 | Rigó utca                            |                                 |
| 18 | Bihari utca                          |                                 |
| 19 | Borzán Gáspár utca                   |                                 |
| 20 | Diószegi út                          |                                 |
| 22 | Borzán Gáspár utca                   |                                 |
| 23 | Bihari utca                          |                                 |
| 25 | Vasutas utca                         |                                 |
| 26 | Komáromi Csipkés György tér          |                                 |
| 27 | Sólyom utca                          |                                 |
| 28 | Regionális Képző Központ             |                                 |
| 29 | Hold utca                            |                                 |
| 31 | Veres Péter utca                     |                                 |
| 31 | Vay Ádám utca                        |                                 |
| 33 | Juhász Géza utca                     |                                 |
| 33 | Skalnitzky Antal utca                |                                 |
| 35 | Acsádi út                            |                                 |
| 36 | Tizedes utca                         |                                 |
| 37 | Budai Nagy Antal utca                |                                 |
| 37 | Zrínyi utca                          |                                 |
| 38 | Jánosi utca                          |                                 |
| 40 | Bálint pap utca                      |                                 |
| 41 | Kincseshegy utca                     |                                 |
| 42 | Keresszegi utca                      |                                 |
| 43 | Ótemető utca                         |                                 |
| 44 | Bercsényi utca                       | 92, 93                          |
| 45 | Berek utca                           | 92, 93                          |
| 46 | Burgundia utca                       | 92, 93                          |
| 47 | Csokonai Színház                     | 92                              |
| 48 | Kistemplom                           | 92, Airport2                    |
| 49 | Petőfi tér                           | 92, Airport2                    |
| 50 | Nagyállomás végállomás               | 90Y, 92, 92A, 93, Airport2 S506 |